# جيرارد ديبرو
جيرار ديبرو (بالفرنسية: Gerard Debreu)‏ من مواليد 4 تموز عام 1921 في فرنسا في مدينة كاليه والتحق بالمدرسة الثانوية في عام 1939 ثم بكلية مدينة كاليه، وفي صيف نفس العام 1939، اندلعت الحرب العالمية الثانية في فرنسا وبدلا من الإعداد لامتحان الدخول إلى إحدى المدارس الثانوية في باريس درس الرياضيات الخاصة (Mathématiques Spéciales Préparatoires curriculum) في امبرت (Puy-de-Dôme) خلال العام الدراسي 1939-1940. وفي صيف 1940 كانت فرنسا تنقسم إلى عدة مناطق من قوات الاحتلال الألماني. وذهب من لامبرت إلى غرونوبل فكلاهما يسمى «المنطقة الحرة» في صيف 1941، وحصل علي دبلوم المدرسة العليا عام 1944 وتم تجنيده في الجيش الفرنسي وأرسل إلى مدرسة الضباط في شرشال في الجزائر، وعمل بعد ذلك في القوات الفرنسية في ألمانيا حتى نهاية تموز 1945.
وفي النهاية اجتاز اختبار تجميع الرياضيات وكان ذلك عام 1945 وبداية 1946. وفي الوقت نفسه، أصبح مهتما بالاقتصاد وخصوصا نظرية التوازن الاقتصادي العام وتحول من الرياضيات إلى الاقتصاد وخلال تلك الفترة. كان ملحق البحوث في المركز الوطني للبحوث العلمية وفي صيف 1948 حضر لعدة أسابيع في ندوة سالزبورغ في الدراسات الأمريكية التي يلقيها يونتيف وكان عضوا في هيئة التدريس. وفي العام حصل على زماله روكفلران. وفي عام 1949 ذهب لزيارة جامعة هارفارد و جامعة كاليفورنيا في بيركلي و جامعة شيكاغو و جامعة كولومبيا وخلال الأشهر الأربعة الأولى من عام 1950 زار جامعة أوبسالا و جامعة أوسلو كما درس عدة مشاكل في نظرية المرافق الأساسية ولا سيما التحليل من استخدام وظيفة محددة على مجموعات من المنتجات ديكارت.
في سنة 1960-1961، التحق في مركز الدراسات المتقدمة في العلوم السلوكيه في ستانفورد، وفي عام 1962 التحق بجامعة كاليفورنيا في بيركلي في منتصف الستينات، وفي بيركلي قدم نظرية قياس المساحات الاقتصادية التي نشرت مع ورقة روبرت أومان 1964 واهتم بقضيه العائد الاقتصادي في 1969، وكانت اهتماماته البحثية في بيركلي في السبعينات وبداية الثمانينات تركز أساسا على دراسة جدوى وقابلية الاختلاف وظائف على التمثيل في زيادة الطلب على الوظيفة العامة للاقتصاد على نسبة تقارب الاقتصاد لمجموعة من التوازنات والمنافسة وبالتعاون مع تجالينغ كوبمانز بشان مسألة إضافة متحل شبه محدب وظائف.
عمل بجامعة شيكاغو في الفترة (1955-1961) كأستاذ اقتصاد وجامعة ييل عام 1961 كأستاذ زائر للاقتصاد من جامعة كاليفورنيا. وفي 1971-1972 عمل بيركلي أستاذا زائرا بمركز بحوث العمليات والاقتصاد بجامعة لوفين. وفي بلجيكا عمل كأستاذ زائر عام 1973. وفي جامعة كانتربري وكرايست تشيرش ونيوزيلندا (1973-1974) وجامعة ييل نوناكاديميك 1953 ودي فرانس في باريس بفرنسا (1969-1971). وشغل منصب نائب الرئيس ورئيس شرف جمعية الاقتصاد وزميل روكفلر (الولايات المتحدة - السويد - النرويج من (1960-1961) وزميل في مركز الدراسات المتقدمة في العلوم السلوكية ستانفورد وكاليفورنيا والولايات المتحدة الأمريكية في (1968-1969) وزميل جامعة كانتربري وكرايستشيرش نيوزيلندا 1970 وزميل في الأكاديمية الأمريكية للفنون والعلوم عام 1972 في الخارج وزميل كلية تشرشل في كامبريدج إنجلترا 1976 وحصل علي وسام الشرف من رتبة فارس 1977 وقدحصل علي جائزة من مؤسسة الكسندر فون همبولت جامعة بون بألمانيا 1977. وحصل على شهادة الدكتوراه الفخرية في العلوم الاقتصادية والمالية جامعة لوزان عام 1981. وكان عضو الأكاديمية الوطنية للعلوم في الولايات المتحدة الأمريكية عام 1982. ودكتوراه علم الاقتصاد من جامعة نورث 1983 والدكتوراه في الاقتصاد والعلوم الاجتماعية دي تولوز. توفي يوم 31 كانون الأول 2004.

## روابط خارجية
- جيرارد ديبرو على موقع الموسوعة البريطانية (الإنجليزية)
- جيرارد ديبرو على موقع مونزينجر (الألمانية)
- جيرارد ديبرو على موقع إن إن دي بي (الإنجليزية)